# Cavan Clerkin
Cavan Clerkin (* 28. November 1973 in London) ist ein britischer Schauspieler, Synchronsprecher, Drehbuchautor und Filmschaffender.

## Leben
Clerkin wurde am 28. November 1973 in London geboren. Er startete Ende der 1990er Jahre durch Episodenrollen in Fernsehserien seine Filmschauspielkarriere. Von 1999 bis 2003 mimte er verschiedene Rollen in der Sketch-Comedy-Fernsehserie Smack the Pony. Für eine Episode übernahm er außerdem das Verfassen des Drehbuchs. 2000 übernahm er die Rolle des Jimmy in It Was an Accident. Im Folgejahr wirkte er in sechs Episoden der Fernsehserie Los Dos Bros mit, für die er auch das Drehbuch schrieb. 2002 war er im Film Miranda in der Rolle des Gerry zu sehen. Von 2006 bis 2009 spielte er die Rolle des Karl in der Fernsehserie Pulling. 2009 stellte er in insgesamt 21 Episoden der Fernsehserie EastEnders die Rolle des Joel dar. 2014 verkörperte er in sieben Episoden der Fernsehserie Babylon die Rolle des PC Damien ‚Clarkey‘ Clarke. Eine weitere größere Serienrolle hatte er 2016 als Vincent Mann in The Agency inne. Ab 2017 wurde er einem breiten Publikum durch seine Rolle des Vater Pyrlig im Netflix Original The Last Kingdom bekannt, in der er bis einschließlich 2022 in 30 Episoden mitwirkte. Von 2019 bis 2020 stellte er die Rolle des DS Patrick Flynn in der Miniserie The Capture dar. Für seine schauspielerischen Leistungen in Muscle aus dem Jahr 2019 gewann er den Preis des besten Schauspielers des Tallinn Black Nights Film Festival im selben Jahr. 2023 übernahm er im Spielfilm The Last Kingdom: Seven Kings Must Die erneut die Rolle des geistlichen Vater Pyrlig.

## Filmografie (Auswahl)

### Schauspiel
- 1998–1999: Comedy Lab (Fernsehserie, 2 Episoden)
- 1999: People Like Us (Fernsehserie, Episode 1x05)
- 1999: Big Bottom Live – The Best of Bottom Live
- 1999–2003: Smack the Pony (Fernsehserie, 18 Episoden, verschiedene Rollen)
- 2000: Jonathan Creek (Fernsehserie, Episode 3x06)
- 2000: The Strangerers (Fernsehserie, 3 Episoden)
- 2000: Gangster No. 1
- 2000: It Was an Accident
- 2001: Los Dos Bros (Fernsehserie, 6 Episoden)
- 2001: Fishing (Kurzfilm)
- 2001: Judge John Deed (Fernsehserie, Episode 1x03)
- 2002: Miranda
- 2002: Out of the Game (Kurzfilm)
- 2002: Bust (Kurzfilm)
- 2002: 15 Storeys High (Fernsehserie, Episode 1x02)
- 2003: Love Your Neighbour (Kurzfilm)
- 2003: Holby City (Fernsehserie, Episode 5x40)
- 2004: Mad About Alice (Fernsehserie, Episode 1x05)
- 2004: Swiss Toni (Fernsehserie, Episode 2x08)
- 2004: Spivs
- 2004: Piccadilly Jim
- 2004: Can’t Buy Me Love
- 2005: Look Around You (Fernsehserie, Episode 2x06)
- 2005: Inspector Lynley (Fernsehserie, Episode 4x04)
- 2005: Coming Up (Fernsehserie, Episode 3x04)
- 2005: Pierrepoint/The Last Hangman
- 2006: Green Wing (Fernsehserie, Episode 2x09)
- 2006: Holby City (Fernsehserie, Episode 8x40)
- 2006: Seven Second Delay (Fernsehfilm)
- 2006–2009: Pulling (Fernsehserie, 12 Episoden)
- 2007: Biffovision (Fernsehfilm)
- 2008: He Kills Coppers (Fernsehfilm)
- 2008: Dead Set (Fernsehserie, 4 Episoden)
- 2008: Sidney Turtlebaum (Kurzfilm)
- 2008: The IT Crowd (Fernsehserie, Episode 3x02)
- 2009: The Inbetweeners – Unsere jungfräulichen Jahre (The Inbetweeners, Fernsehserie, Episode 2x02)
- 2009: EastEnders (Fernsehserie, 21 Episoden)
- 2009: Me, Me, Me (Kurzfilm)
- 2010: Blind Date (Kurzfilm)
- 2010: D.O.A (Fernsehfilm)
- 2010: Little Crackers (Fernsehserie, Episode 1x04)
- 2010: The Other Me (Kurzfilm)
- 2010: Straight Way Lost (Kurzfilm)
- 2011: The Shadow Line (Fernsehserie, 2 Episoden)
- 2011: New Tricks – Die Krimispezialisten (New Tricks, Fernsehserie, Episode 8x05)
- 2012: The Royal Bodyguard (Miniserie, Episode 1x04)
- 2012: The Cricklewood Greats (Fernsehfilm)
- 2012: Skins – Hautnah (Skins UK, Fernsehserie, Episode 6x10)
- 2012: Casualty (Fernsehserie, 2 Episoden)
- 2012: Comedy Blaps (Miniserie, Episode 2x06)
- 2012: Gates (Fernsehserie, Episode 1x04)
- 2012: Nice Guy
- 2013: Lucan (Miniserie)
- 2014: Janet and Bernard (Kurzfilm)
- 2014: The Mimic (Fernsehserie, 2 Episoden)
- 2014: I Don't Care (Kurzfilm)
- 2014: Babylon (Fernsehserie, 7 Episoden)
- 2015: Count Arthur Strong (Fernsehserie, Episode 2x04)
- 2015: Sam Simmons: Wallstud (Fernsehserie, Episode 1x01)
- 2015: SunTrap (Fernsehserie, Episode 1x03)
- 2015: Die Bewährung des Jimmy Rose (The Trials of Jimmy Rose, Miniserie, 2 Episoden)
- 2015: Jekyll and Hyde (Miniserie, Episode 1x06)
- 2015: Crackanory (Fernsehserie, Episode 3x04)
- 2016: The Crossing (Kurzfilm)
- 2016: The Agency (Fernsehserie, 7 Episoden)
- 2016: Inside No. 9 (Fernsehserie, Episode 3x01)
- 2017: Urban Myths (Fernsehserie, Episode 1x01)
- 2017: Loaded (Fernsehserie, Episode 1x07)
- 2017: Access All Areas
- 2017: ManDate (Kurzfilm)
- 2017–2020: The Last Kingdom (Fernsehserie, 30 Episoden)
- 2018: Lucky Man (Fernsehserie, Episode 3x03)
- 2018: Johnny English – Man lebt nur dreimal (Johnny English Strikes Again)
- 2018: Sick of It (Fernsehserie, Episode 1x05)
- 2019: Who's the Daddy? (Kurzfilm)
- 2019: Tales from the Lodge
- 2019: Muscle
- 2019–2022: The Capture (Fernsehserie, 9 Episoden)
- 2020: Semi-Detached (Fernsehserie, Episode 1x04)
- 2020: The The: I Want 2 B U (Kurzfilm)
- 2023: The Last Kingdom: Seven Kings Must Die
- 2023: ManMade (Kurzfilm)
- 2023: Cobra (Fernsehserie, 4 Episoden)
- 2024: Silent Witness (Fernsehserie, 2 Episoden)

### Drehbuch
- 1998–1999: Comedy Lab (Fernsehserie, 2 Episoden)
- 2001: Los Dos Bros (Fernsehserie, 6 Episoden)
- 2003: Smack the Pony (Fernsehserie, Episode 4x02)
- 2012: Nice Guy

### Filmschaffender
- 2012: Nice Guy (Produktion, Filmschnitt)
- 2015: It (Kurzfilm, Regie)

## Synchronisationen (Auswahl)
- 2019: Battlefleet Gothic: Armada 2 (Computerspiel)

## Auszeichnungen (Auswahl)
- 2019: Tallinn Black Nights Film Festival: Bester Schauspieler für Muscle